# Larry Cannon
Pour les articles homonymes, voir Cannon.
Larry Cannon est une série de science-fiction parue à partir du n° 19 de la revue Futura parue en février 1974. Ses créateurs furent Claude-Jacques Legrand pour le scénario et Annibale Casabianca pour le dessin.
Cette publication raconte les aventures de Larry Cannon, un américain né à Atlanta, enquêteur d'assurances, qui combat un parasite extraterrestre cherchant à envahir la Terre en prenant le contrôle des esprits. Ce parasite aurait déjà dominé la civilisation maya et causé son extinction. C'est à la suite du crash d'un avion dans le Yucatan qu'il redevient actif. Larry, d'abord seul puis aidé par les forces armées des États-Unis, se bat pour débarrasser la planète de cette invasion.
Dans les derniers épisodes, il s'avère que Larry Cannon est un américain dont la grand-mère parlait le serbo-croate. Il va en Europe de l'Est et aidé d'une famille de gitans, il combat l'ennemi. (NB : cette bande dessinée a été écrite avant la dislocation de la Yougoslavie).

## Source d'inspiration
Cette histoire pourrait être inspirée des Marionnettes humaines de Robert A. Heinlein. Dans ce livre, la Terre est envahie par des parasites pouvant se coller à n'importe quel endroit du corps humain afin d'en prendre le contrôle. Dans la bande dessinée toutefois, les parasites se placent sur le sommet du crâne et se dissimulent sous un couvre-chef quelconque (chapeau, béret, casquette etc.).